# نوكيا 7380

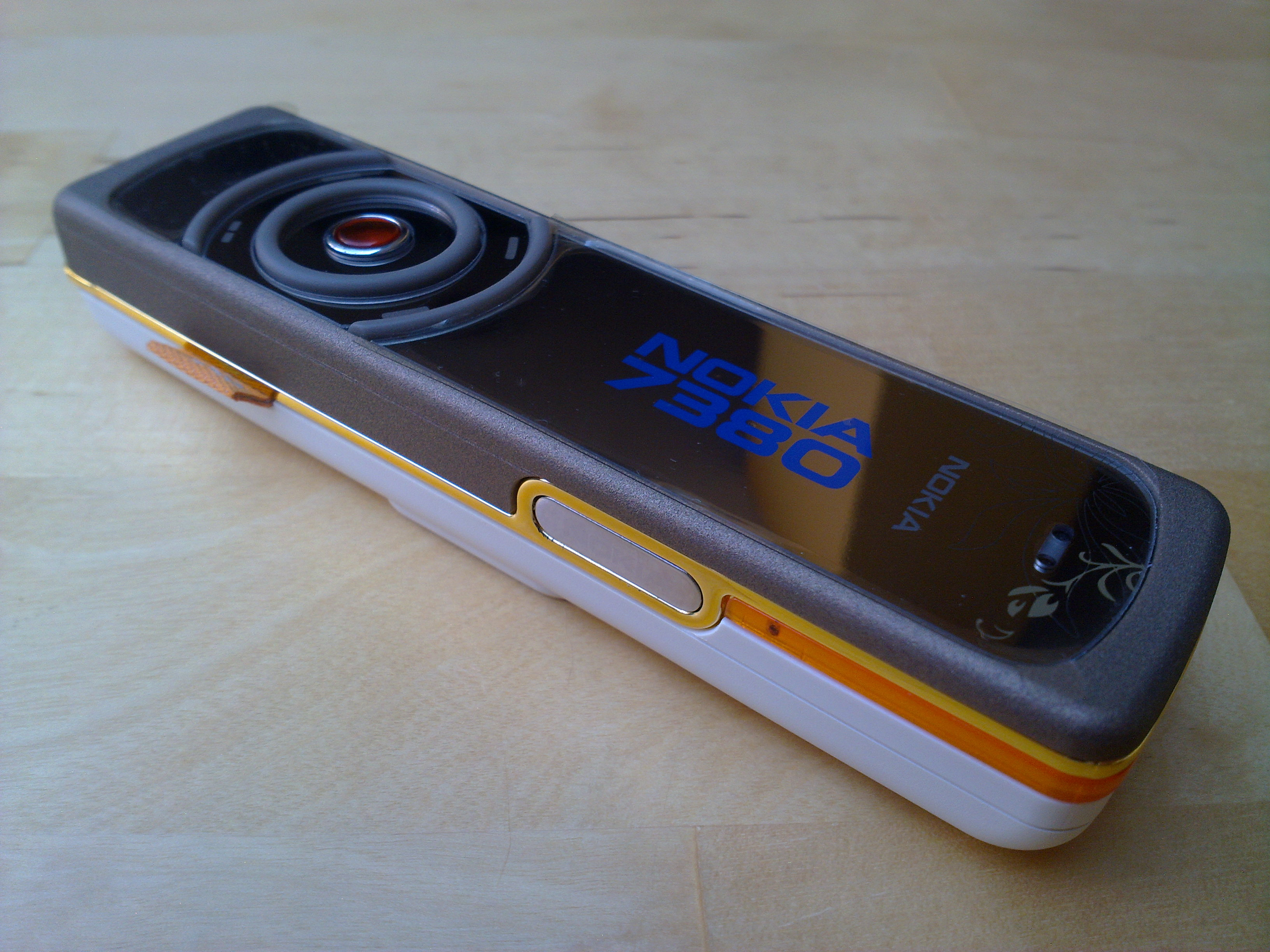

نوكيا 7380 هو أحد أجهزة شركة نوكيا للهواتف والتقنية النقالة. يأتي هذا الجهاز مع شاشة نوعها 104 * 208 16-بت (65,536) لون. تم إصدار هذا الجهاز في 2006. أما بالنسبة لوضعية إنتاجه الحالية فلا يزال يُنتج. تقنيته/تردده هي النظام العالمي للإتصالات المتنقلة. جيل الجهاز هو DCT4. عامل الشكل (التصميم) للجهاز هو "أحمر شفاه.